# 莫霍斯平原
莫霍斯平原（llanos de Moxos）是玻利维亚的一个地理自然区，由核心区的贝尼疏林草原（Beni savanna）和周边河漫灘及北部潘多省的亚马孙西南常绿阔叶林等生态区共同构成。贝尼疏林草原位于马代拉河上游诸河流域。莫霍平原位于玻利维亚东北，云加林之下。北部是潘多草原，南部是贝尼莽原。贝尼疏林草原核心区属热带，有干湿季。十二月至五月爲雨季，东部年降雨量达1300 mm，西部 2500 mm，洪泛疏林草原与湿地典型植被，火情常见。